# 杨力维
杨力维（1995年1月2日—），中国女子篮球运动员，中国国家女子篮球队队长，现效力于广东新彤盛队和中国国家女子篮球队，曾参加2014年FIBA世界锦标赛和2018年女篮世界杯。